# Lista prim-miniștrilor Austro-Ungariei (1867–1918)
Executivul Austro-Ungariei a stat în perioada 1867–1918, după compromisul austro-ungar, sub semnul dualismului împăratului și regelui, al celor trei miniștri comuni numiți de el (de externe, de finanțe și de război), care erau responsabili pentru instituții comune ambelor jumătăți ale dublei monarhii, precum și al prim-miniștrilor Cisleithaniei și Transleithaniei (și a cabinetelor lor) numiți de același monarh.
În baza constituției și a dezvoltării pragmatice a monarhiei habsburgice, prim-ministrul (Ministerpräsident-ul) cezaro-crăiesc austriac era dependent aproape exclusiv de împărat, iar prim-ministrul (Ministerpräsident-ul) regal maghiar era dependent de rege și de dieta dominată de aristocrați. Prim-miniștrii au fost relativ des schimbați doar puțini lăsând o amprentă distinctă.

## Președinte al Consiliului Ministerial pentru Afaceri Comune
Consiliul Ministerial pentru Afaceri Comune era unul dintre instrumentele prin care Cisleithania și Transleithania au fost prinse legal împreună după compromisul din 1867. (Consiliul Ministerial trebuie înțeles ca întruniri la care participau cei trei miniștri comuni, imperiali și regali, și cei doi prim-miniștri ai Cisleithaniei și Transleithaniei; Consiliul Ministerial nu era o instituție sau un organ al statului.) Reprezentanții Transleithaniei au dat mare importanță faptului că acest Consiliu Ministerial nu trebuie să pară a fi guvernul dublei monarhii și au avut grijă ca titlul de „cancelar al imperiului” (Reichskanzler), pe care Beust îl păstrase, să nu mai fie folosit după 1871. În Consiliului Ministerial pentru Afaceri Comune, Ministrul Casei Imperiale și Regale și al Externelor deținea președinția atunci când monarhul nu participa personal. Președintele Consiliului Ministerial pentru Afaceri Comune era ministrul de externe al Austro-Ungariei.

### Lista miniștrilor de externe imperiali și regali
- Friedrich Ferdinand Conte von Beust: 30 decembrie 1867 - 8 noiembrie 1871; deținea funcția de ministru de externe încă din 30 oct. 1866, de pe vremea Imperiului Austriac
- Gyula Conte Andrássy „cel Bărân“: 14 noiembrie 1871 - 2 octombrie 1879
- Heinrich Karl Baron von Haymerle: 8 octombrie 1879 - 10 octombrie 1881
- Gustav Conte Kálnoky: 20 noiembrie 1881 - 2 mai 1895
- Agenor Conte Goluchowski: 16 mai 1895 - 24 octombrie 1906
- Alois Conte Lexa von Ährenthal: 24 octombrie 1906 - 17 februarie 1912
- Leopold Conte von Berchtold: 17 februarie 1912 - 13 ianuarie 1915
- Stephan Baron Burián: 13 ianuarie 1915 - 22 decembrie 1916
- Ottokar Conte Czernin: 22 decembrie 1916 - 14 aprilie 1918
- Stephan Baron Burián: 16 aprilie 1918 - 24 octombrie 1918
- Gyula Conte Andrássy cel Tânăr: 24 octombrie 1918 - 2 noiembrie 1918

După 24 oct. 1918 nu a mai existat nici un minister comun, deoarece compromisul din 1867 și, odată cu el, uniunea reală cu Austria, au fost anulate cu consimțământul monarhului între jumătatea și sfârșitul lunii octombrie 1918.

## Prim-miniștri cezaro-crăiești ai țărilor și regatelor reprezentate în Consiliul Imperial (Cisleithania)
Sediul oficial: vezi k.k. Ministerratspräsidium
- Friedrich Ferdinand von Beust: după intrarea în vigoare a Constituției din decembrie în 22 decembrie 1867 prin care Cisleithania a ratificat compromisul austro-ungar, a mai fost ministru de externe și șef de guvern până în 30 decembrie 1867
- Prințul Karl von Auersperg: 30 decembrie 1867 - 24 septembrie 1868 (vezi Bürgerministerium)
- Eduard Taaffe: 24 septembrie 1868 - 15 ianuarie 1870 (vezi Bürgerministerium)
- Ignaz von Plener: 15 ianuarie 1870 - 1 februarie 1870 (vezi Bürgerministerium)
- Leopold Hasner von Artha: 1 februarie 1870 - 12 aprilie 1870 (vezi Bürgerministerium)
- Contele Alfred Potocki: 12 aprilie 1870 - 6 februarie 1871 (Guvernul Potocki)
- Karl Sigmund von Hohenwart: 6 februarie 1871 - 30 octombrie 1871
- Ludwig von Holzgethan: 30 octombrie 1871 - 25 noiembrie 1871
- Prințul Adolf von Auersperg: 28 noiembrie 1871 - 15 februarie 1879
- Karl von Stremayr: 15 februarie 1879 - 12 august 1879
- Eduard Taaffe: 12 august 1879 - 11 noiembrie 1893
- Prințul Alfred Windisch-Grätz: 11 noiembrie 1893 - 19 iunie 1895
- Erich Graf Kielmansegg: 19 iunie 1895 - 30 septembrie 1895
- Kasimir Felix Badeni: 30 septembrie 1895 - 30 noiembrie 1897
- Paul Gautsch von Frankenthurn: 30 noiembrie 1897 - 5 martie 1898
- Franz Fürst von Thun und Hohenstein: 5 martie 1898 - 2 octombrie 1899
- Manfred von Clary-Aldringen: 2 octombrie 1899 - 21 decembrie 1899
- Heinrich von Wittek: 21 decembrie 1899 - 18 ianuarie 1900
- Ernest von Koerber: 19 ianuarie 1900 - 31 decembrie 1904
- Paul Gautsch von Frankenthurn: 31 decembrie 1904 - 2 mai 1906
- Prințul Konrad Hohenlohe: 2 mai 1906 - 2 iunie 1906
- Max Wladimir Freiherr von Beck: 2 iunie 1906 - 15 noiembrie 1908
- Richard von Bienerth-Schmerling: 15 noiembrie 1908 - 28 iunie 1911
- Paul Gautsch von Frankenthurn: 28 iunie 1911 - 3 noiembrie 1911
- Karl Stürgkh: 3 noiembrie 1911 - 21 octombrie 1916 (Ministerium Stürgkh în oficiu până în 31 octombrie 1916)
- Ernest von Koerber: 29 octombrie 1916 - 20 decembrie 1916 (Ministerium Koerber II ab 31 octombrie 1916)
- Heinrich Clam-Martinic: 20 decembrie 1916 - 23 iunie 1917 (Ministerium Clam-Martinic)
- Ernst Seidler von Feuchtenegg: 23 iunie 1917 - 25 iulie 1918 (Ministerium Seidler)
- Max Hussarek von Heinlein: 25 iulie 1918 - 27 octombrie 1918 (Ministerium Hussarek)
- Heinrich Lammasch: 27 octombrie 1918 - 11 noiembrie 1918 (Ministerul lichidării, a predat formele statului Austria Germană și guvernului Renner I)

## Prim-miniștri regali maghiari ai Țărilor Coroanei Sfântului Ștefan (Transleithania)
- Gyula Andrássy: 17 februarie 1867 - 14 noiembrie 1871
- Menyhért Lónyay: 14 noiembrie 1871 - 4 decembrie 1872
- József Szlávy: 4 decembrie 1872 - 21 martie 1874
- István Bittó: 21 martie 1874 - 2 martie 1875
- Béla Wenckheim: 2 martie 1875 - 20 octombrie 1875
- Kálmán Tisza: 20 octombrie 1875 - 13 martie 1890
- Gyula Szapáry: 13 martie 1890 - 17 noiembrie 1892
- Sándor Wekerle: 17 noiembrie 1892 - 14 ianuarie 1895
- Dezső Bánffy: 14 ianuarie 1895 - 26 februarie 1899
- Kálmán Széll: 26 februarie 1899 - 27 iunie 1903
- Károly Khuen-Héderváry: 27 iunie 1903 - 3 noiembrie 1903
- István Tisza: 3 noiembrie 1903 - 18 iunie 1905
- Géza Fejérváry: 18 iunie 1905 - 8 aprilie 1906
- Sándor Wekerle: 8 aprilie 1906 - 17 ianuarie 1910
- Károly Khuen-Héderváry: 17 ianuarie 1910 - 22 aprilie 1912
- László Lukács: 22 aprilie 1912 - 10 iunie 1913
- István Tisza: 10 iunie 1913 - 15 iunie 1917
- Móric Esterházy: 15 iunie 1917 - 20 august 2017
- Sándor Wekerle: 20 august 1917 - 30 octombrie 1918
- János Hadik: 30 octombrie 1918 - 31 octombrie 1918
- Mihály Károlyi: 1 noiembrie 1918 - 16 noiembrie 1918